# 長洲未来
長洲 未来（ながす みらい、英語: Mirai Aileen Nagasu, 1993年4月16日 - ）は、アメリカ合衆国・カリフォルニア州モンテベロ出身の女性フィギュアスケート選手（女子シングル）。
2018年平昌オリンピック団体銅メダリスト、2010年バンクーバーオリンピック4位、2016年四大陸選手権2位、2008年全米選手権優勝。

## 人物
ロサンゼルスで寿司店を営む日本出身の両親のもとに生まれた。
元々は両親とゴルフを習っていたが、5歳の頃に悪天候の日に代わりに近所のスケートリンクに遊びに行ったことがきっかけで初めてスケートをする。幼少期は放課後にスケート場、夜は寿司屋のカウンターの端っこに座って学校の宿題という生活を送っていた。2007年に全米選手権ジュニアクラスで優勝するまで資金不足で、同選手権に参加するために所属クラブがエキシビション大会を開いて長洲の渡航費を稼ぐ。優勝後、日本スケート連盟が長洲に日本への移籍を打診したが、米国代表として出場する意向を示している。。日本語は話せて、仮名は読めるが、読み書き（特に漢字）は苦手である。
好きなフィギュアスケート選手名として、浅田真央、髙橋大輔、伊藤みどりを挙げると同時に、全てのスケート選手になんらかの好きな点があると述べている。
国籍留保によるアメリカと日本両国の国籍を保持していた。「自分はアメリカ人だと思うか、それとも日本人だと思うか」との問いに対し「どっちもかな」と答えるも、生活の中でアメリカ人であることを自覚する部分もあり、自らを「日本が大好きなアメリカ人」と表現する。また、「日本からもアメリカからも手紙が届くのですごくうれしい、2つの国の人から応援してもらえる境遇にある私はすごくラッキーだと思います」などと述べている。その後、日本の国籍法により22歳の誕生日までに日米どちらかの国籍を選ぶ必要があり、2015年に言語の関係もあってアメリカ国籍を選択した。
オリンピック史上初の伊藤みどり、2010年・2014年の浅田真央に続き、2018年にオリンピック史上3人目となる女子のトリプルアクセルの成功者になった。
2024年6月、1年以上前に婚約していたことを自身のSNSで発表。さらに第1子となる男児が誕生していることも明らかにした。

## 経歴

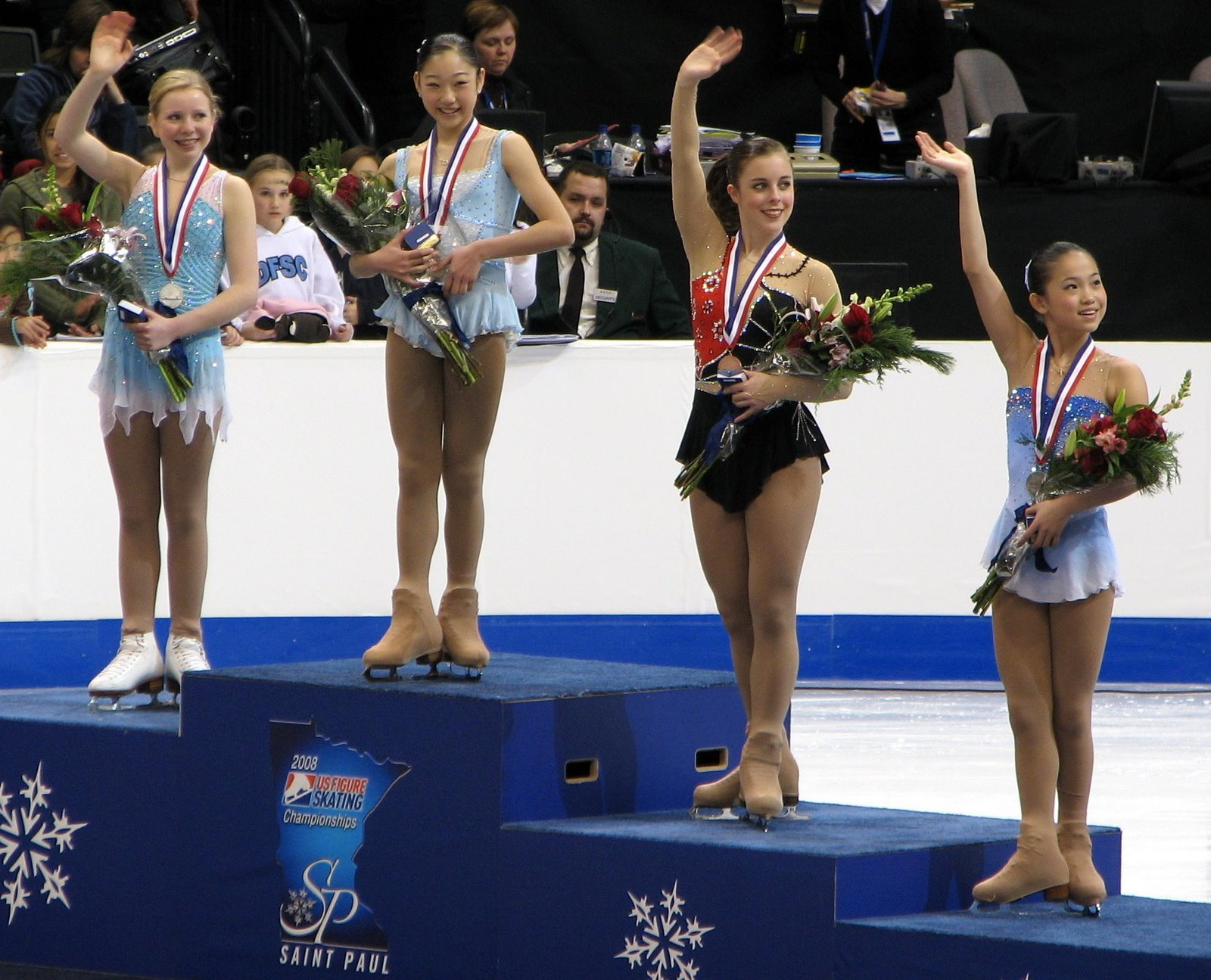
2008年の全米選手権。
左からレイチェル・フラット (2位)、長洲未来 (1位)、アシュリー・ワグナー (3位)、キャロライン・ジャン (4位)

2002-2003シーズンから全米選手権予選に出場する。
2006-2007シーズンに全米選手権本選に初進出、ジュニアクラスでキャロライン・ジャンを破り優勝する。初めての国際大会となる世界ジュニア選手権で2位となる。
2007-2008シーズンはISUジュニアグランプリに参戦。1戦目のJGPレイクプラシッドで初優勝、2戦目のJGPクロアチア杯でも優勝し、初出場のJGPファイナルでも優勝。さらに全米選手権シニアクラスで優勝。14歳9ヶ月での全米選手権優勝は長野五輪優勝のタラ・リピンスキー（14歳7ヶ月）に次ぐ若さである。また、全米ジュニア・シニアタイトルを連続で獲得するのは1937年-1938年のジョーン・トザー以来、実に70年ぶりであった。このシーズンの世界選手権には年齢制限のため出場せず、2年連続出場となった世界ジュニア選手権では3位となる。
2008-2009シーズンはシニアに移行しISUグランプリシリーズに参戦する。体の急激な成長や右足首の怪我などにより調子を落とし、スケートアメリカは5位、NHK杯は8位と低迷、ディフェンディングチャンピオンとして臨んだ全米選手権は5位に終わる。出場予定だった世界ジュニア選手権は足首の治療に専念するため辞退し、オフシーズンの5月、コーチをシャーリーン・ウォンからフランク・キャロルに変更すると発表した。
2009-2010シーズンのグランプリシリーズにて中国杯は5位、スケートカナダは4位となる。選考会も兼ねた全米選手権で2位となり、バンクーバーオリンピックアメリカ代表に選出され、初出場ながらも総合4位入賞を果たす。同じく初出場となった世界選手権では、SPでパーソナルベストを更新しトップに立つも、FSで崩れて総合7位に沈んだ。
2010-2011シーズンは夏に右足首を疲労骨折し、9月から氷上練習を再開したこともあり、調整不足のまま大会に臨むこととなった。中国杯は4位、エリック・ボンバール杯は2位になり、GPシリーズ参戦3年目にして初のメダルを獲得。全米選手権は3位となり、世界選手権アメリカ代表2枠から漏れてしまう。四大陸選手権ではFSのパーソナルベストを更新し、3位となった。
2011-2012シーズン、ネーベルホルン杯でシニアの国際大会初優勝。全米選手権では過去最低の7位に終わる。シーズン終了後、フランク・キャロルとの師弟関係を解消した。練習リンクの場所が自宅から2時間の場所にあり、移動に疲れてしまうというのが理由である。その後、新たにウェンディ・オルソンとエイミー・エビデンスに師事をする。
2012-2013シーズン、フィンランディア杯では3位。NHK杯は当初エントリーされていなかったが、アリッサ・シズニーの代わりに出場し、ピンチヒッターながら3位に入った。全米選手権はSPで3位スタートを切ったが、大会直前に罹ったインフルエンザの影響もあり、総合で7位に終わった。
2013-2014シーズン、NHK杯では8位。FSでは採点システムのトラブルで滑走前に20分間待たされるトラブルに見舞われた。ロステレコム杯では銅メダルを獲得。大会後にはエイミー・エビデントとの師弟関係を解消。12月下旬には岡山に滞在し、無良隆志の指導を受けた。コーチ不在のまま挑んだ全米選手権は3位となり3年ぶりに表彰台に立つ。ソチオリンピックの米国女子シングル代表は3枠だったが、4位のアシュリー・ワグナーの実績が評価された選考により、二大会連続の冬季五輪出場はならなかった。3月にコロラドスプリングスで練習を始め、4月の中旬にはトム・ザカライセックにコーチ就任を依頼し練習拠点を移すことになった。
2014-2015シーズン、全米選手権ではSPで4位につける。しかしFSでは膝の過進展と軟骨の負傷が影響し、4つのジャンプで回転不足判定を受ける精彩を欠いた演技となった。総合10位は過去最低の順位となった。
2015-2016シーズン、ネーベルホルン杯のSPで、初めて3回転アクセルに挑戦。ダウングレード判定を受けた上に、他のジャンプにもミスが出て11位となった。FSでは2位で総合5位に順位を上げた。全米選手権ではSPの演技の途中でスケート靴が裂けるアクシデントがあった。FSでは修理した靴で滑り、2年ぶりにメダルを獲得した。四大陸選手権では2位となり、5年ぶりのメダルを獲得。バンクーバーオリンピック以来6年ぶりに、総合得点の自己ベストを更新した。世界選手権には、ポリーナ・エドモンズの欠場により補欠から繰り上がり、6年ぶりに出場し10位に入った。
2016-2017シーズン、オータムクラシックのSPで、2010年世界選手権以来7シーズンぶりにパーソナルベストを更新し首位に立った。FSではジャンプの回転不足が目立ち点数が伸び悩むも、SPのリードを守りきり優勝した。
2017-2018シーズン、シーズン初戦の2017年USインターナショナルクラシックのSPにおいて、3回転アクセルに挑戦し着氷。オーバーターンしたため出来栄え点はマイナスであったが回転不足はつかず、ISU公認大会での初認定を受けた。さらに翌日のFSでも挑戦し、よりクリーンに着氷。わずかに出来栄え点での減点を受けたが再び認定された。これにより女子選手としては史上8人目（米国選手としては2人目）となる国際大会での3回転アクセル成功者となった。全米選手権では3回転アクセルのミス以外は完璧に決め、2位となり2大会ぶりのオリンピック代表を決めた。自身2回目の出場となった平昌オリンピックでは、団体戦の女子シングルFSに出場して2位となり、アメリカの団体戦銅メダル獲得に貢献した。オリンピック個人戦、また3月に出場した世界選手権はともに10位だった。その後の2018年6月、無期限の休養と次のオリンピックは目指さないことを表明した。
2021年のインタビューでは、プロスケーターの活動に加え、ボストンでコーチをしていることを明かした。
また、2019年8月にAurora Games、10月にジャパンオープンに出場した以外は競技会からは離れていたが、2022年のジャパンオープン開催直前にアメリカチームから故障による欠場者が出たため、翌日からの東北でのアイスショーに出演のため来日していた長洲が急遽代打で出場している。

## スケート技術
アクセルを含む6種類の3回転ジャンプや3回転フリップ+3回転トウループのコンビネーションを用いる。レイバック・イナバウアーからの3回転サルコウや、円を描きながら踏み切りに入る3回転ループなどの技を持つ。3回転ルッツはエッジエラーをとられるときもある。3回転アクセルは2017年USインターナショナルクラシックで初めて成功させた。
高い柔軟性を活かしたスピンやスパイラルシークエンスが得意。

## 主な戦績
| 大会/年              | 2006-07 | 2007-08 | 2008-09 | 2009-10 | 2010-11 | 2011-12 | 2012-13 | 2013-14 | 2014-15 | 2015-16 | 2016-17 | 2017-18 | 2018-19 | 2019-20 | 2020-21 | 2021-22 | 2022-23 |
| -------------------- | ------- | ------- | ------- | ------- | ------- | ------- | ------- | ------- | ------- | ------- | ------- | ------- | ------- | ------- | ------- | ------- | ------- |
| 冬季オリンピック     |         |         |         | 4       |         |         |         |         |         |         |         | 10      |         |         |         |         |         |
| 世界選手権           |         |         |         | 7       |         |         |         |         |         | 10      |         | 10      |         |         |         |         |         |
| 四大陸選手権         |         |         |         |         | 3       |         |         | 10      |         | 2       | 3       |         |         |         |         |         |         |
| 全米選手権           | 1 J     | 1       | 5       | 2       | 3       | 7       | 7       | 3       | 10      | 4       | 4       | 2       |         |         |         |         |         |
| GPNHK杯              |         |         | 8       |         |         |         | 3       | 8       |         | 5       | 5       | 4       |         |         |         |         |         |
| GPスケートカナダ     |         |         |         | 4       |         | 5       |         |         |         |         | 9       |         |         |         |         |         |         |
| GPロステレコム杯     |         |         |         |         |         |         |         | 3       | 4       |         |         | 9       |         |         |         |         |         |
| GPスケートアメリカ   |         |         | 5       |         |         |         |         |         | 6       |         |         |         |         |         |         |         |         |
| GP中国杯             |         |         |         | 5       | 4       | 2       | 4       |         |         |         |         |         |         |         |         |         |         |
| GPエリック杯         |         |         |         |         | 2       |         |         |         |         |         |         |         |         |         |         |         |         |
| CSオータムクラシック |         |         |         |         |         |         |         |         |         |         | 1       |         |         |         |         |         |         |
| CSロンバルディア杯   |         |         |         |         |         |         |         |         |         |         | 3       |         |         |         |         |         |         |
| CSアイスチャレンジ   |         |         |         |         |         |         |         |         |         | 1       |         |         |         |         |         |         |         |
| CSネーベルホルン杯   |         |         |         |         |         | 1       |         |         |         | 5       |         |         |         |         |         |         |         |
| CS USクラシック      |         |         |         |         |         |         |         |         | 5       |         |         | 2       |         |         |         |         |         |
| フィンランディア杯   |         |         |         |         |         |         | 3       | 4       |         |         |         |         |         |         |         |         |         |
| 世界Jr.選手権        | 2       | 3       |         |         |         |         |         |         |         |         |         |         |         |         |         |         |         |
| JGPファイナル        |         | 1       |         |         |         |         |         |         |         |         |         |         |         |         |         |         |         |
| JGPクロアチア杯      |         | 1       |         |         |         |         |         |         |         |         |         |         |         |         |         |         |         |
| JGPレークプラシッド  |         | 1       |         |         |         |         |         |         |         |         |         |         |         |         |         |         |         |
| 団体戦               |         |         |         |         |         |         |         |         |         |         |         |         |         |         |         |         |         |
| ジャパンオープン     |         |         |         |         |         |         |         |         |         |         |         |         |         | 3       |         |         | 2       |

- J = ジュニアクラス

### 詳細
| 2017-2018 シーズン            |                                                                                |         |           |           |
| 開催日                        | 大会名                                                                         | SP      | FS        | 結果      |
| 2018年3月19日 - 25日          | 2018年世界フィギュアスケート選手権（ミラノ）                                   | 9 65.21 | 11 122.31 | 10 187.52 |
| 2018年2月21日 - 23日          | 2018年平昌オリンピック（平昌）                                                 | 9 66.93 | 12 119.61 | 10 186.54 |
| 2018年2月9日 - 12日           | 2018年平昌オリンピック 団体戦（平昌）                                          | -       | 2 137.53  | 3 団体    |
| 2017年12月28日 - 2018年1月7日 | 全米フィギュアスケート選手権（サンノゼ）                                       | 2 73.09 | 2 140.75  | 2 213.84  |
| 2017年11月10日 - 12日         | ISUグランプリシリーズNHK杯（大阪）                                             | 5 65.17 | 4 129.29  | 4 194.46  |
| 2017年10月20日 - 22日         | ISUグランプリシリーズロステレコム杯（モスクワ）                                | 9 56.15 | 7 122.10  | 9 178.25  |
| 2017年10月7日                 | 2017年ジャパンオープン（さいたま）                                             |         | 4 134.69  | 3 団体    |
| 2017年9月13日 - 17日          | ISUチャレンジャーシリーズ USインターナショナルクラシック（ソルトレイクシティ） | 3 63.81 | 2 119.73  | 2 183.54  |

| 2016-2017 シーズン      |                                                                |         |          |          |
| 開催日                  | 大会名                                                         | SP      | FS       | 結果     |
| 2017年2月14日 - 19日    | 2017年四大陸フィギュアスケート選手権（江陵）                   | 5 62.91 | 2 132.04 | 3 194.95 |
| 2017年1月14日 - 22日    | 全米フィギュアスケート選手権（カンザスシティ）                 | 2 71.95 | 4 122.95 | 4 194.90 |
| 2016年11月25日 - 27日   | ISUグランプリシリーズ NHK杯（札幌）                            | 4 63.49 | 8 116.84 | 5 180.33 |
| 2016年10月27日 - 30日   | ISUグランプリシリーズ スケートカナダ（ミシサガ）               | 9 53.19 | 11 98.23 | 9 151.42 |
| 2016年9月29日 - 10月1日 | ISUチャレンジャーシリーズ オータムクラシック（ピエールフォン） | 1 73.40 | 2 115.71 | 1 189.11 |
| 2016年9月8日 - 11日     | ISUチャレンジャーシリーズ ロンバルディアトロフィー（ベルガモ） | 2 61.29 | 2 115.57 | 3 176.86 |

| 2015-2016 シーズン     |                                                                  |          |           |           |
| 開催日                 | 大会名                                                           | SP       | FS        | 結果      |
| 2016年3月26日 - 4月3日 | 2016年世界フィギュアスケート選手権（ボストン）                   | 10 65.74 | 11 120.91 | 10 186.65 |
| 2016年2月16日 - 21日   | 2016年四大陸フィギュアスケート選手権（台北）                     | 3 66.06  | 2 127.80  | 2 193.86  |
| 2016年1月15日 - 24日   | 全米フィギュアスケート選手権（セントポール）                     | 5 59.64  | 4 129.20  | 4 188.84  |
| 2015年11月27日 - 29日  | ISUグランプリシリーズ NHK杯（長野）                              | 5 61.10  | 6 114.54  | 5 175.64  |
| 2015年10月27日 - 31日  | ISUチャレンジャーシリーズ アイスチャレンジ（グラーツ）           | 2 57.85  | 1 111.53  | 1 169.38  |
| 2015年9月23日 - 26日   | ISUチャレンジャーシリーズ ネーベルホルン杯（オーベルストドルフ） | 11 48.09 | 2 111.58  | 5 159.67  |

| 2014-2015 シーズン    |                                                                                |          |           |           |
| 開催日                | 大会名                                                                         | SP       | FS        | 結果      |
| 2015年1月17日 - 25日  | 全米フィギュアスケート選手権（グリーンズボロ）                                 | 4 65.28  | 12 101.35 | 10 166.63 |
| 2014年11月14日 - 16日 | ISUグランプリシリーズ ロステレコム杯（モスクワ）                               | 4 58.90  | 6 106.98  | 4 165.88  |
| 2014年10月24日 - 26日 | ISUグランプリシリーズ スケートアメリカ（シカゴ）                               | 10 49.29 | 6 108.92  | 6 158.21  |
| 2014年10月4日         | 2014年ジャパンオープン（さいたま）                                             | -        | 5 106.85  | 2 団体    |
| 2014年9月10日 - 14日  | ISUチャレンジャーシリーズ USインターナショナルクラシック（ソルトレイクシティ） | 5 55.46  | 3 104.03  | 5 159.49  |

| 2013-2014 シーズン    |                                                  |         |           |           |
| 開催日                | 大会名                                           | SP      | FS        | 結果      |
| 2014年1月20日 - 25日  | 2014年四大陸フィギュアスケート選手権（台北）     | 9 55.39 | 10 104.39 | 10 159.78 |
| 2014年1月5日 - 12日   | 全米フィギュアスケート選手権（ボストン）         | 3 65.44 | 3 125.30  | 3 190.74  |
| 2013年11月22日 - 24日 | ISUグランプリシリーズ ロステレコム杯（モスクワ） | 4 60.44 | 3 114.93  | 3 175.37  |
| 2013年11月8日 - 10日  | ISUグランプリシリーズ NHK杯（東京）              | 8 51.01 | 8 90.70   | 8 141.71  |
| 2013年10月4日 - 6日   | 2013年フィンランディア杯（エスポー）             | 4 54.01 | 4 110.50  | 4 164.51  |

| 2012-2013 シーズン    |                                        |         |           |          |
| 開催日                | 大会名                                 | SP      | FS        | 結果     |
| 2013年1月20日 - 27日  | 全米フィギュアスケート選手権（オマハ） | 3 64.39 | 11 109.36 | 7 173.75 |
| 2012年11月23日 - 25日 | ISUグランプリシリーズ NHK杯（利府）    | 2 61.18 | 3 115.50  | 3 176.68 |
| 2012年11月2日 - 4日   | ISUグランプリシリーズ 中国杯（上海）   | 3 59.76 | 4 103.70  | 4 163.46 |
| 2012年10月4日 - 7日   | 2012年フィンランディア杯（エスポー）   | 3 52.75 | 3 110.34  | 3 163.09 |

| 2011-2012 シーズン    |                                                  |         |          |          |
| 開催日                | 大会名                                           | SP      | FS       | 結果     |
| 2012年1月22日 - 29日  | 全米フィギュアスケート選手権（サンノゼ）         | 5 59.02 | 8 104.97 | 7 163.99 |
| 2011年11月4日 - 6日   | ISUグランプリシリーズ 中国杯（上海）             | 2 60.96 | 2 112.26 | 2 173.22 |
| 2011年10月27日 - 30日 | ISUグランプリシリーズ スケートカナダ（ミシサガ） | 5 52.73 | 5 98.99  | 5 151.72 |
| 2011年9月21日 - 24日  | 2011年ネーベルホルン杯（オーベルストドルフ）     | 1 58.38 | 1 109.08 | 1 167.46 |

| 2010-2011 シーズン    |                                                      |         |          |          |
| 開催日                | 大会名                                               | SP      | FS       | 結果     |
| 2011年2月15日 - 20日  | 2011年四大陸フィギュアスケート選手権（台北）         | 4 59.78 | 3 129.68 | 3 189.46 |
| 2011年1月23日 - 30日  | 全米フィギュアスケート選手権（グリーンズボロ）       | 1 63.35 | 3 113.91 | 3 177.26 |
| 2010年11月26日 - 28日 | ISUグランプリシリーズ エリック・ボンパール杯（パリ） | 2 58.72 | 1 109.07 | 2 167.79 |
| 2010年11月5日 - 7日   | ISUグランプリシリーズ 中国杯（北京）                 | 1 58.76 | 5 87.47  | 4 146.23 |

| 2009-2010 シーズン       |                                                    |         |           |          |
| 開催日                   | 大会名                                             | SP      | FS        | 結果     |
| 2010年3月22日 - 28日     | 2010年世界フィギュアスケート選手権（トリノ）       | 1 70.40 | 11 105.08 | 7 175.48 |
| 2010年2月12日 - 28日     | バンクーバーオリンピック（バンクーバー）           | 6 63.76 | 5 126.39  | 4 190.15 |
| 2010年1月14日 - 24日     | 全米フィギュアスケート選手権（スポケーン）         | 1 70.06 | 3 118.72  | 2 188.78 |
| 2009年11月19日 - 22日    | ISUグランプリシリーズ スケートカナダ（キッチナー） | 3 56.34 | 3 100.49  | 4 156.83 |
| 2009年10月29日 - 11月1日 | ISUグランプリシリーズ 中国杯（北京）               | 1 62.20 | 6 93.18   | 5 155.38 |

| 2008-2009 シーズン    |                                                      |         |          |          |
| 開催日                | 大会名                                               | SP      | FS       | 結果     |
| 2009年1月18日 - 25日  | 全米フィギュアスケート選手権（クリーブランド）       | 6 54.79 | 5 105.20 | 5 159.99 |
| 2008年11月27日 - 30日 | ISUグランプリシリーズ NHK杯（東京）                  | 8 50.14 | 9 74.08  | 8 124.22 |
| 2008年10月23日 - 26日 | ISUグランプリシリーズ スケートアメリカ（エバレット） | 4 56.42 | 7 86.48  | 5 142.90 |

| 2007-2008 シーズン     |                                                               |         |          |          |
| 開催日                 | 大会名                                                        | SP      | FS       | 結果     |
| 2008年4月20日          | 2008年ジャパンオープン（さいたま）                            | -       | 4 109.50 | 3 団体   |
| 2008年2月25日 - 3月2日 | 2008年世界ジュニアフィギュアスケート選手権（ソフィア）        | 1 65.07 | 3 97.82  | 3 162.89 |
| 2008年1月20日 - 27日   | 全米フィギュアスケート選手権（セントポール）                  | 1 70.23 | 3 120.18 | 1 190.41 |
| 2007年12月6日 - 9日    | 2007/2008 ISUジュニアグランプリファイナル（グダニスク）       | 1 59.35 | 2 102.74 | 1 162.09 |
| 2007年10月6日 - 7日    | 日米対抗フィギュアスケート競技大会2007 ジュニアクラス（横浜） | -       | 2 85.96  | 1 団体   |
| 2007年9月26日 - 29日   | ISUジュニアグランプリ クロアチア杯（ザグレブ）                | 1 52.12 | 1 91.40  | 1 143.52 |
| 2007年8月30日 - 9月2日 | ISUジュニアグランプリ レークプラシッド（レークプラシッド）    | 1 55.36 | 1 103.78 | 1 159.14 |

| 2006-2007 シーズン     |                                                                  |         |          |          |
| 開催日                 | 大会名                                                           | SP      | FS       | 結果     |
| 2007年2月26日 - 3月4日 | 2007年世界ジュニアフィギュアスケート選手権（オーベルストドルフ） | 2 57.22 | 2 106.62 | 2 163.84 |
| 2007年1月21日 - 28日   | 全米フィギュアスケート選手権 ジュニアクラス（スポケーン）        | 1 54.26 | 1 101.20 | 1 165.46 |

## プログラム使用曲
| シーズン  | SP | FS | EX |
| --------- | --- | --- | --- |
| 2017-2018 | 夜想曲第20番 作曲：フレデリック・ショパン 振付：ジェフリー・バトル                                                                                  | ミュージカル『ミス・サイゴン』より 作曲：クロード＝ミシェル・シェーンベルク 振付：ジェフリー・バトル                                                                                        | ボディ・ランゲージ 曲：クイーン |
| 2016-2017 | 夜想曲第20番 作曲：フレデリック・ショパン 振付：ジェフリー・バトル                                                                                  | The Winner Takes It All 作曲：ベニー・アンダーソン、ビョルン・ウルヴァース ボーカル：サーラ・ドーン・ファイナー 振付：デヴィッド・ウィルソン                                                | Shake It Out 曲：フローレンス・アンド・ザ・マシーン                                                                                                   |
| 2015-2016 | デーモンズ 曲：イマジン・ドラゴンズ ボーカル：サム・チョイ 振付：カタリナ・リンデン                                                                 | 映画『華麗なるギャツビー』サウンドトラックより 振付：カタリナ・リンデン | I Put a Spell on You ボーカル：アニー・レノックス |
| 2014-2015 | パガニーニの主題による狂詩曲 作曲：セルゲイ・ラフマニノフ 振付：アダム・リッポン                                                                    | 歌劇『蝶々夫人』より 作曲：ジャコモ・プッチーニ 振付：アダム・リッポン | デーモンズ 曲：イマジン・ドラゴンズ ボーカル：サム・チョイ 振付：アダム・リッポン                                                                     |
| 2013-2014 | The Man I Love 作曲：ジョージ・ガーシュウィン 振付：シンディ・スチュアート                                                                          | 映画『ジェームズ・ボンド』より 振付：シンディ・スチュアート | 映画『黄昏』より 作曲：デイヴ・グルーシン 振付：アダム・リッポンデーモンズ 曲：イマジン・ドラゴンズ ボーカル：アロンゾ・ホルト 振付：アダム・リッポン |
| 2012-2013 | ダウンヒル・スペシャル 演奏：ベニー・グッドマン 振付：スーザン・オースティン、ベアトリサ・リャン                                                    | 交響曲第3番 作曲：カミーユ・サン＝サーンス 振付：スーザン・オースティン、ベアトリサ・リャン                                                                                                 | Crazy Dreams ドラマ『SMASH/スマッシュ』より ボーカル：メーガン・ヒルティ                                                                              |
| 2011-2012 | ダンサリン 作曲：タンゴ・ロルカ 振付：ローリー・ニコル                                                                                              | バレエ『スパルタクス』より 作曲：アラム・ハチャトゥリアン 振付：ローリー・ニコル | ファイアーフライズ 曲：アウル・シティーSweet Dreams ボーカル：ビヨンセ                                                                                |
| 2010-2011 | 映画『イーストウィックの魔女たち』サウンドトラックより 作曲：ジョン・ウィリアムズ ため息 作曲：フランツ・リスト 振付：ローリー・ニコル              | 映画『SAYURI』サウンドトラックより 作曲：ジョン・ウィリアムズ 振付：ローリー・ニコル | ファイアーフライズ 曲：アウル・シティー |
| 2009-2010 | 映画『パイレーツ・オブ・カリビアン』サウンドトラックより 作曲：クラウス・バデルト、ハンス・ジマー Fragile Dream 作曲：久石譲 振付：ローリー・ニコル | 歌劇『カルメン』より 作曲：ジョルジュ・ビゼー 振付：ローリー・ニコル | セブン・デイ・フール 曲：ジュリー・ブラック 振付：ローリー・ニコルFaith ボーカル：ジョーダン・スパークス 振付：ローリー・ニコル                       |
| 2008-2009 | チャールズ・チャップリンメドレー 振付：ローリー・ニコル                                                                                             | 幻想的奇想曲 作曲：エーリヒ・ヴォルフガング・コルンゴルト Fairy Tale Devil's Beauties 作曲：フランソワ・ドンピエール 地獄のオルフェ 作曲：ジャック・オッフェンバック 振付：ローリー・ニコル | At the Beginning 曲：ドナ・ルイス、リチャード・マークス 振付：ローリー・ニコル恋はあせらず ボーカル：スプリームス 振付：ローリー・ニコル              |
| 2007-2008 | I Got Rhythm ミュージカル「クレイジー・フォー・ユー」より 作曲：ジョージ・ガーシュウィン、演奏：ファジル・サイ 振付：ローリー・ニコル               | バレエ『コッペリア』より 作曲：レオ・ドリーブ 振付：ローリー・ニコル | ドント・ストップ・ミー・ナウ 曲：クイーン |
| 2006-2007 | Shout And Feel It 映画『スウィング・キッズ』より 作曲：カウント・ベイシー 振付：スーザン・オースティン                                              | アメリカ 作曲：アントニン・ドヴォルザーク 振付：スーザン・オースティン | 夢はひそかに 映画『シンデレラ』より 作曲：マック・デイヴィッド、アル・ホフマン、ジェリー・リビングストン 振付：スーザン・オースティン                 |